# 张路 (足球评论员)
张路（1951年—），祖籍山东，生于北京，北京国安俱乐部副董事长，中国中央电视台体育频道足球评论员。球员时代，张路曾在陕西队、北京队担任守门员，但出场机会不多。28岁退役后，张路在北京市体育科学研究所任职，曾任副所长、副研究员。1996年至2001年，张路担任北京国安足球俱乐部总经理。张路1988年开始担任足球解说，1990年开始解说意大利足球甲级联赛。由于解说意甲促进了中国、意大利的体育文化交流，意大利共和国授予张路仁惠之星骑士勋章，张路于是成为中国体育界首位意大利仁惠之星勋章得主。

## 生平

### 家世与早年生活
张路的父母均毕业于抗日战争期间汪精卫政府开办的国立北京大学。张路的母亲名叫侯瑞霞，父亲本名张豫苓。张豫苓1943年就加入了中国共产党，为中国共产党开展地下工作。1945年，张豫苓从汪政权的国立北京大学工学院毕业。这一年日本战败，国民政府宣布对“敌伪专科以上学校毕业生”进行甄审，学生在甄审合格、补习并考试之后才能得到证书。甄审一事激起了北平各校大学生的反对。北京大学工学院发起北大校友联合会，后与师大联合组建北大、师大校友联合会，反对政府的甄审。张豫苓被公推为联合会主席，侯瑞霞则是联合会的成员之一。后来，张豫苓改用化名沈勃，1949年之后也没有把名字改回去。沈勃后来担任了北京建筑设计院院长，曾主持设计了人民大会堂、北京工人体育场等建筑。据张路回忆，沈勃精通琴棋书画，是国家一级美术师，国画作品被人民大会堂收藏；曾担任北京棋类协会主席，指导过幼年的聂卫平下棋。
张路的父母虽然不是运动员，但是都爱好体育。母亲曾在中央新闻纪录电影制片厂担任排球队员，父亲练习过中长跑、跳高、撑杆跳和跳远。张路4岁时，沈勃带他去北京先农坛体育场，那是他第一次看足球比赛。据张路回忆，少时看球，他印象最深的是八一队的守门员黄肇文。此外，他把守门员张俊秀视为偶像。那时他和小伙伴们踢球，最喜欢出任守门员。
据张路回忆，他在北京小学读书时，成绩很好，而且担任过大队副主席、旗手、鼓号队队长、校队守门员。曾经以50米7秒6的成绩获得宣武区短跑第一名。1964年，张路从北京小学毕业。那时八一足球队和北京青年足球队都想把张路招收入队。但是，沈勃觉得张路至少应该把初中上完。张路考上了北京四中。此外，他还被先农坛业余体校选中，接受守门员训练。张路回忆，当时他考上的本来是田径班，但是教练觉得他天赋不好，韧带太硬；碰巧足球队也在训练，教练觉得他个子高、身材好，就收他练足球。
张路没能念完初中。1966年，文化大革命爆发。张路的父母被隔离审查、打成“黑帮”。母亲侯瑞霞身为中央新闻纪录电影制片厂编辑部主任，1969年4月28日死于文化大革命中，时年48岁。文化大革命开始后，张路停课回家。家里只有他和弟弟，经济困难。哥俩把外公传下来的一木箱明清瓷器扛到琉璃厂附近的一家店铺，换了不到一百块人民币。球场被种上了小麦，张路的足球训练也中断了。从1966年至1969年的三年，张路呆在家里，读了很多中外名著。1969年2月，张路离家，去陕西省延安县参加上山下乡运动。据张路回忆，他趁着夏天“看青”的时候，一边“看青”一边读书，读了一些马列的书，结合自己的思考写了一篇关于农村问题的文章，寄给了《人民日报》。不过，遭到了退稿。

### 球员时代
1970年，竞技体育得到恢复。陕西队询问北京队，从北京来的插队学生中有谁会踢球。张路得到北京队的推荐。陕西队的教练对张路进行了面试，感觉很满意，通知张路等消息。那年冬天，张路回北京过年。年前，陕西队发电报通知他，由于政审不合格，不同意张路入队。张路原本打算节后回到延安，继续插队。然而，没等他出发，陕西队又发来一封电报：政审复查之后，同意招收张路入队，速来冬训。
张路在陕西队过得并不开心。他和领队关系不好。据他回忆，那时“年少气盛，不太懂事”。张路打不上主力，萌生去意。1973年，他作为工农兵学员，考入北京体育学院运动系足球班读书。据说，张路的成绩位于陕西省的前列。据张路回忆，在北京体院的时候，年维泗带领的中国国家足球队曾与体院踢了两场比赛，张路表现出众，引起了年维泗的注意，年维泗打算让张路参加国家队的集训；然而那一届国家队成绩不佳，解散了，张路也就错过了进入国家队的机会。在北京体院读书期间，张路还遇到了来自上海的吴玉芳。毕业不久后，张路与吴玉芳登记结婚。他们不得不两地分居。吴玉芳回到了上海；张路本应回陕北插队，不过，北京足球队留下了他。1981年，吴玉芳调到北京工作，夫妇二人终于团聚。
1976年，沈勃夫妇获得平反。张路回到北京足球队，成为队内唯一有文凭的球员。他在北京队担任替补门将。在球队的门将里。张路年龄居中，队里有比他老的李松海、王俊生，还有比他年轻的刘建仁。张路打不上主力。他回忆说，“那会儿年纪也不小了，28岁了，后来想了想，没有出头之日，就打了份申请，退下来了”。于是，张路的球员生涯在28岁时结束了。

### 退役之后

#### 体育科研
1979年，张路进入北京体育科研所。恰好所里新买了一台进口摄像机，张路便成了专职摄像。据他回忆，他在闲暇时间里凭着一本词典花了几个月翻译出了说明书。那时北京电视台也刚刚成立，电视台的体育部没有摄像机，于是就常常请张路帮忙拍片。
1980年，张路进入科研所的运动训练研究室，得到史万春的指导，开始撰写足球理论文章。1981年，他在《中国体育科技》上发表《防守不等于保守》。据说，这篇文章引起了很大的反响，不少老教练认为此文新颖、有见地。
1985年，北京市成立了一个体育科学学会，张路被下设的运动训练学专业委员会足球学组聘为组员。足球学组刚刚成立时规模很大，但很快无人主持。张路便开始组织进行调研、讲座、研讨，后来还组织了青少年球员测试、选拔，选拔出的球员有周宁、杨晨等人。张路后来成为北京市足球技术领导小组的三名领导成员之一。
张路在北京体科所历任电视录像员、助理研究员、运动训练研究室副主任。1989年，张路已经升为北京体育科研所副所长、副研究员。这年，他和妻子一起考入北京体育学院在职研究生班。这个班里一共有20人，最后只有4人拿到硕士学位。张路和妻子都拿到了。

#### 评球
进入北京体育科研所的头一年，张路负责摄像。由于那时北京电视台体育部没有摄像机，张路就时常被请去帮忙录制比赛。渐渐地，他和电台、电视台熟悉了起来。
起初，他只是为电视台的直播做一些幕后工作，作为解说顾问，几分钟给播音员递一张纸条。他在直播间里做一些简单的技术统计，比如两队的射门、角球次数；随后，把统计写在纸条上，递给播音员。后来，纸条的内容渐渐地加入了一些稍为深入的场面分析。1982年时，他已经常与电台、电视台合作。
1988年中央电视台的丰田杯直播上，张路头一次出声解说比赛，一起担任解说的是孙正平。1990年，张路头一次出镜，那是在北京电视台的英格蘭足總盃直播上，他与宋健生搭档。1990年，中央电视台开始直播意大利足球甲级联赛，张路成为嘉宾，出镜解说。那时，他同时在北京电视台、中央电视台担任解说，甚至有时还要去广播电台。他回忆说，那时一般周六在北京台，周日中央台，中午抽空去广播台，“最多的时候，一个周末要上4个节目”。1986年世界杯前，《北京晚报》体育部为他在报上开了专栏评球。
中央电视台开播意甲，一改以往的解说风格，由宋世雄（后来改为韩乔生）、张慧德、张路三人搭档解说。此前，中央电视台的足球比赛一般由宋世雄、孙正平、韩乔生等单人解说。新的三人组合更强调专业性、趣味性。三名解说中，中国国际广播电台副译审张慧德通意大利语，主要负责介绍意大利风土人情、球队与球员信息。张路作为北京体科所副研究员，主要负责讲解战术。后来，张路还和蔡猛、张斌、刘建宏、黄健翔等人搭档。2005年12月5日，在北京的意大利驻华大使馆，时任意大利驻华大使孟凯帝亲自为张路颁发仁惠之星骑士勋章，以表彰张路为中国、意大利体育文化交流所做出的贡献。张路于是成为中国体育界首位仁惠之星骑士勋章得主。
除了担任电视解说，张路还点评足球彩票。据报道，张路在2000年从欧洲考察回国后，向马凯提议发行足球彩票；马凯建议他写一份报告，张路于是写了书面报告建议以意大利13场的形式发行足球彩票，但是未获批准。2005年至2012年间，他每周在一家平面媒体评论足彩。他还在中央电视台与段暄等制作《足球彩经》节目。此外，张路也在新浪体育点评足彩，还编制了“张氏指数”反映交战双方的实力对比。
现时张路主要在咪咕视频、腾讯体育等平台担任足球评论员，并且是央视《冠军欧洲》节目固定班底之一。

#### 任职北京国安
1996年，张路被北京市体委任命为北京国安足球俱乐部总经理。然而，张路当时并不愿意当这个总经理，因为他不愿意待在风口浪尖之上，更愿意搞研究。不过，领导已经决定了任命，张路也就在1996年4月1日到国安俱乐部上班。
1996赛季结束后，北京国安的几名队员提出转会请求。张路为了球队薪资体系的健康，并未多做妥协，同意高峰、高洪波“双高”转会。为弥补“双高”出走的空缺，北京国安先是买入了肯尼亚外援英加纳。然而，主教练金志扬后来放弃了英加纳，另买入卡西亚诺、安德雷斯，二人与冈波斯并称“三杆洋枪”。张路支持金志扬的决定。张路后来认为那是他引援中最成功的一次。不过，引进外国主教练乔里奇一举被视为张路的败笔之一。张路表示此事并非完全失败，因为这件事在经济上没有大的损失，还给俱乐部之后的运作提供了借鉴。张路担任北京国安总经理的五年间，国安的最好成绩是1997年和1998年的联赛第三名。2001年，张路不再担任北京国安总经理，改任国安俱乐部副董事长、党支部书记。2011年，张路年满60岁，从国安俱乐部退休，但仍然担任副董事长。
在国安俱乐部任总经理期间，张路还促成米卢执教中国国家足球队。米卢后来带领中国男足首次打入世界杯足球赛。2002年底，《体坛周报》评选中国男足进军世界杯的“十大幕后英雄”，张路名列其中。1999年底，北京国安主教练沈祥福辞职，俱乐部决定由张路主持聘请外教。那时，米卢在美国大联盟执教纽约巨星队。张路联系上了米卢的经纪人杜什克。然而，杜什克回答说，米卢不愿再当俱乐部主教练，如果到中国他更愿意出任国家队主教练。这时中国男足的主教练霍顿帅位不稳，中国足协正在寻找替代者。张路于是联系了时任中国足协副主席张吉龙。张吉龙很高兴，中国足协于是开始和米卢谈判。双方谈判薪水时，杜什克向张路抱怨中国足协没有诚意，张路向他解释了“中国人做买卖的心理是‘漫天要价，就地还钱’”，促成米卢与中国足协签约。

## 家庭
张路与妻子吴玉芳育有一女。张路的女儿毕业于北京大学，后来到英国读MBA。吴玉芳曾在出版社工作，已退休。

## 荣誉
仁惠之星骑士勋章